# Жанна Альбре (графиня Фуа)
Жанна Альбре (1403—1433) — дочка сеньйора д'Альбре Карла І (1370—1415) і його дружини Марії де Сюллі (1364—1409). Графиня Фуаська.
У 1422 році вийшла заміж за Жана І (1382—1436), графа Фуаського. Це був другий його шлюб, у якому пара мала двох дітей: Через свого сина Гастона, який одружився з королевою Наварри була прапрапрабабкою французького короля Генріха ІІ.

## Генеалогія

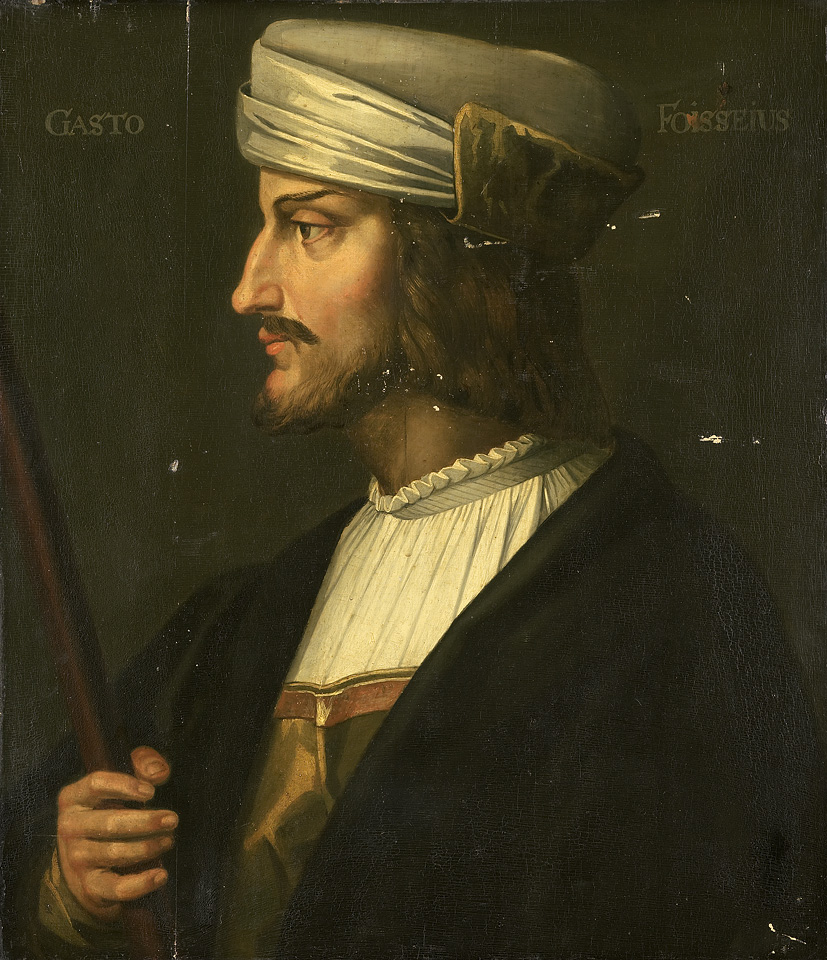
Гастон де Фуа

## Родина
Чоловік — Жан І (1382—1436), граф Фуаський
Діти:
- Гастон IV (1423—1472) — граф де Фуа і де Бігорр, віконт де Беарн з 1436, віконт де Кастельбон (1425—1462), віконт де Нарбонн (1447—1468), пер Франції з 1458 року. Дружина — Елеонора Арагонська, королева Наварри.
- П'єр (1424/1433—1454) — віконт де Лотрек.